# نووا پازووا
نووا پازووا (به صربی: Nova Pazova) یک منطقهٔ مسکونی در صربستان است که در Stara Pazova Municipality واقع شده‌است. نووا پازووا ۲۶٫۰۹ کیلومتر مربع مساحت و ۱۷٬۱۰۵ نفر جمعیت دارد.